# إليزابيث سوان
إليزابيث سوان ( Elizabeth Swann ) هي شخصية رئيسية في سلسلة الأفلام قراصنة الكاريبي التي تنتجها والت ديزني. ظهرت في قراصنة الكاريبي : لعنة اللؤلؤة السوداء (2003) و قراصنة الكاريبي : صندوق الرجل الميت (2006) وقراصنة الكاريبي : في نهاية العالم (2007). فهي مشهورة بلاستخدام الاسم المستعار «اليزابيث سوان» ، ولكن في وقت لاحق
اليزابيث تيرنر